# Kotulskita
La kotulskita és un mineral de la classe dels sulfurs, que pertany al grup de la niquelina. Rep el nom en honor de Vladimir Klementevich Kotul'skii (Владимир Климентьевич Котульский) (9 de juliol de 1879 - 24 de febrer de 1951), geòleg de l'Institut de Mineria de Sant Petersburg, Rússia. Va ser un expert en dipòsits de coure i níquel.

## Característiques
La kotulskita és un sulfur de fórmula química Pd(Te,Bi). Cristal·litza en el sistema hexagonal. La seva duresa a l'escala de Mohs es troba entre 4 i 4,5.
Segons la classificació de Nickel-Strunz, la kotulskita pertany a «02.C - Sulfurs metàl·lics, M:S = 1:1 (i similars), amb Ni, Fe, Co, PGE, etc.» juntament amb els següents minerals: achavalita, breithauptita, freboldita, langisita, niquelina, sederholmita, sobolevskita, stumpflita, sudburyita, jaipurita, zlatogorita, pirrotina, smythita, troilita, cherepanovita, modderita, rutenarsenita, westerveldita, mil·lerita, mäkinenita, mackinawita, hexatestibiopanickelita, vavřínita, braggita, cooperita i vysotskita.

## Formació i jaciments
Va ser descoberta al dipòsit de coure i níquel de Monchegorsk, a Tundra Monche, dins l'óblast de Múrmansk (Districte Federal del Nord-oest, Rússia). Tot i no tractar-se d'una espècie gaire habitual ha estat descrita en tots els continents del planeta a excepció de l'Antàrtida i Oceania.